# Stojan Andow
Stojan Andow, mac. Стојан Андов (ur. 30 listopada 1935 w Kawadarci, zm. 18 czerwca 2024) – macedoński polityk i ekonomista, w latach 1991–1996 i 2000–2002 przewodniczący Zgromadzenia Republiki Macedonii, kandydat w wyborach prezydenckich w 1999.

## Życiorys
Ukończył studia na wydziale ekonomicznym Uniwersytetu Świętych Cyryla i Metodego w Skopju, magisterium z zakresu nauk politycznych uzyskał na Uniwersytecie w Belgradzie. Długoletni działacz państwowy w okresie Socjalistycznej Federacyjnej Republiki Jugosławii – na poziomie federacji i w Socjalistycznej Republice Macedonii. Był wiceprzewodniczącym rady wykonawczej republiki (macedońskiego rządu), delegatem do wyższej izby jugosłowiańskiego parlamentu oraz członkiem rządu federalnego. W 1987 objął stanowisko ambasadora Jugosławii w Iraku.
Był założycielem powstałej w 1990 Liberalnej Partii Macedonii, kierował nią do czasu połączenia się liberałów z inną formacją w 1997. Po reaktywacji partii wszedł w skład jej komitetu wykonawczego. Później powrócił na funkcję przewodniczącego, którą pełnił do 2008. W 1990 w pierwszych wielopartyjnych wyborach uzyskał mandat posła do macedońskiego parlamentu, zasiadał w nim w sześciu kolejnych kadencjach do 2011.
Od stycznia 1991 do marca 1996 po raz pierwszy zajmował stanowisko przewodniczącego parlamentu; w pierwszym roku jego urzędowania Macedonia uzyskała niepodległość. Od października do listopada 1995, po zamachu na prezydenta Kira Gligorowa, tymczasowo wykonywał obowiązki głowy państwa. W 1999 kandydował w wyborach prezydenckich, w pierwszej turze uzyskał około 11% głosów. Od listopada 2000 do października 2002 ponownie stał na czele Zgromadzenia Republiki Macedonii, natomiast od lipca do sierpnia 2006 czasowo pełnił obowiązki przewodniczącego tej instytucji.

## Odznaczenia
- Order 8 Września (2021)[9]